# Чистка на Београдском универзитету
Чистка на Београдском универзитету преставља низ организованих акција које је спроводила Комунистичка партија Југославије на Београдском универзитету у периоду од 1944-1945. године са циљем преузимања потпуне контроле над овом установом. За потребе прогона, оптужби и пресуда према неподобним професорима универзитета формира је Суд части Београдског универзитета, који је доносио одлуке без правног лека које су одмах биле и правоснажне и извршне. 
Крајем 1944. године почела је велика кампања прогона неколико десетина истакнутих професора Београдског универзитета и најугледнијих српских научника. Међу жртвама ове кампање нашли су се академици Веселин Чајкановић и Миодраг Томић, па директор Института за физиологију, генетику и селекцију Српске академије наука и уметности проф. др Боривоје Д. Милојевић, директор Балканолошког института у Београду проф. др Хенрик Барић, познати лингвиста Бранко Милетић, угледни германист Перо Слијепчевић и његов брат Ђоко Слијепчевић, чувени историчар Српске православне цркве, проф. др Јустин Поповић, један од водећих српских теолога, оснивач примењене ентимологије у Србији проф. др Михаило Градојевић, истакнути професор др Реља З. Поповић, угледни интерниста проф. др Лазо Станојевић, уредник медицинске рубрике Политике, проф. др Радослав Грујић, један од аутора чувеног а потом брзо заборављеног Меморандума Српске православне цркве о геноциду над Србима и нацистичко-фашистичкој Независној Држави Хрватској.
Суд части Београдског универзитета имао је све битне карактеристике преког суда. Он је самог себе прогласио надлежним да „суди свима наставницима Универзитета и њиховим помоћницима који су се затекли на Универзитету 6. априла 1941. године. Током свог деловања искључио је са Београдског универзитета око 70 најугледнијих професора, научника и угледних стручњака.
Чланови Суда части, а било их је 11, утврђивали су „који наставници и њихови помоћници морају бити уклоњени са Универзитета или кажњени с обзиром“, како је бирократски речено и прешироко формулисано „на дела којима су се огрешили према своме народу или према аутономији, традицији и интересима Универзитета“. Суд је раио заједно са Kомисијом за обнову Универзитета, која му је достављала „материјал за покретање поступка против појединих наставника“. Суд и комисија су поступали по сопственом Правилнику.
Између осталог, у члану 5. овог Правилника стоји да ће Суд части избацивати са Универзитета професоре и њихове помоћнике „да би се омогућио како правилан развој Универзитета тако и развој самих тих наставника и њихових помоћника“!

## Суд части
По свом оснивању Суд части је, 12. децембра 1944. године, свим професорима Београдског универзитета упутио циркуларно писмо и наложио им да што ревносније напишу изјаве о свом „раду и понашању“ и о „раду и понашању“ других професора Универзитета.
Док су професори писали изјаве, које су у највећем броју случајева биле исписане часно и поштено, Kомисија за обнову Универзитета и Суд 7. децембра 1944. на Kоларчевом универзитету организује свечану академију, на којој говори др Јеврем Недељковић, професор Медицинског факултета и председник Kомисије за обнову Универзитета. Он ће том приликом саопштити да Београдски универзитет преузима на себе одговорност за „стварање новог човека и нашег новог света“.
Око 70 интелектуалаца страдало током ових прогона. 
Неколико дана касније Недељковићева комисија ће у сарадњи са Повереништвом за просвету Србије, које је водила Митра Митровић – Ђилас, за будуће наставно особље Универзитета организовати специјалне курсеве руског језика. Била је то, својеврсна језичко-идеолошка обука коју је због идеолошке „заосталости“ похађало и неколико професора који су руски језик много боље познавали од самих предавача на овим курсевима.
Чистку је започео др Душан Недељковић, предратни професор у Скопљу, по образовању етнолог и филозоф, потоњи члан Српске и Македонске академије наука и уметности, добитник Седмојулске награде и Награде АВНОЈ-а. Он је 30. новембра 1944. године, као председник Државне комисије за утврђивање злочина окупатора и његових домаћих помагача и будући члан „Суда части“ издао писмени налог за хапшење својих колега Божидара Марковића, Миленка Филиповића и Пере Слијепчевића. Убрзо су са његовим знањем и одобрењем ухапшени и др Тихомир Васиљевић и др Стеван Васиљевић. Практично једини њихов грех је био – што нису били комунисти.
Већ међу првим званичним жртвама Суда части наћи ће се једно од најистакнутијих имена не само Београдског универзитета и српске културе и науке, већ и један од најобразованијих Европљана. Био је то академик проф. др Веселин Чајкановић, први класични филолог у Србији, први српски историчар религије, бивши управник Српске књижевне задруге, учесник у Балканском и Првом светском рату, резервни потпуковник српске војске, што је био највиши чин који је могао добити један цивил.

## Веселин Чајкановић
Академик Чајкановић је познавао чак петнаестак језика. Пре рата три пута је биран за декана Филозофског факултета у Београду. Проучавао је обичаје и веровања античких и наших народа, посебно религију Срба пре примања хришћанства. Важио је за једног од најбољих позналвалаца античких пословица, издавао је народне умотворине, писао уџбенике латинског језика, на којем је написао многе своје радове. Преводио је с класичних језика и био један од највећих светских експерата за класичне језике. 
Суд части га је прогласио га је прогласио кривин са образложењем да је током рата за један веома узан круг људи одржао једно стручно предавање и што је учествовао у изради тзв. цивилног плана Универзитета. А циљ тог плана је био да се и у ратним условима, колико је то год било могуће, сачувају имовина и кадрови Београдског универзитета.
Одлуку да га „казни удаљењем са Универзитета“ и да му тиме, како су навели, „омогуће развој“ потписало је осам чланова Суда части. Били су то: физичар Павле Савић, Петар Матавуљ, професор Медицинског факултета, психолог Борислав П. Стевановић, професор Филозофског факултета, етнолог Душан Недељковић, физиолог Стеван Ђелинео, лингвист Радомир Алексић, извесна Милка Радоичић и професор Тома Бунушевац. 
Априла 1945. године Суд части је позвао академика Чајкановића да дође на Филозофски факултет, да прими пресуду и да се званично, за сва времена, удаљи са Универзитета. Академик Чајкановић је отишао, стоички све то поднео и вратио се кући. Легао је у кревет у којем је остао пуних 14 месеци, све до своје смрти, августа 1946. године.

## Хенрик Барић
Један од страдалника је био Хенрик Барић, редовни професор Филозофског факултета. Угледни научник, експерт за лингвистику индоевропских језика, дугогодишњи директор Балканолошког института. Трагичном иронијом судбине професор Барић ће пре Другог светског рата заложити сав свој ауторитет да држава не удаљи са Универзитета једног његовог колегу, а после рата ће га тај исти професор, заборављајући на ту Барићеву велику услугу, хладнокрвно избацити са тог истог универзитета. Био је то др Душан Недељковић, један од главних заступника "народне власти" на Универзитету.
Током рата, професор Барић уопште није био миљеник ни окупационих власти, ни режима Милана Недића. Напротив. Тај исти режим, кога ће "народна власт" прогласити квислиншким, непрестано га је уходио и шиканирао. И то већ од 1941. године, када је др Барић одбио да потпише Недићев Апел српском народу. Др Барић то није учинио ни после силних притисака, чак ни после отворених претњи помоћника министра Недићевог Министарства просвете, који је од овог професора тражио да тај документ бар накнадно потпише.
Др Барић је те притиске стоички издржао, а онда су уследила шиканирања која је организовао Велибор Јонић, Недићев министар просвете. Његови напади на професора Барића ће ићи дотле да ће Јонић на неколико седница Универзитетског савета упорно понављати да ће се он пре повући с положаја министра просвете него што ће пристати да се др Барић постави за професора.
Још већа понижавања и шиканирања др Барић ће доживети после рата. Његов ход по мукама почеће 31. децембра 1944, када ће га Ели Финци, потоњи добитник Награде АВНОЈ-а и члан Академије наука и уметности БиХ, погромашки напасти у "Борби". У том тексту, који је за др Барића и многе друге водеће интелектуалце Београда представљао осуду пре суђења, Финци ће професора Барића паушално, без навођења било каквих аргумената, прогласити "моралном пропалицом".
Десетак дана касније, Суд части позива др Барића на саслушање. Ставили су га на оптуженичку клупу, изнад које је више стајао него што је на њој седео. Испред њега била су тројица његових колега које су га надмено, са "академских висина", кињиле и саслушавале. Били су то др Јован Томић, минеролог и петрограф, затим онај исти др Душан Недељковић, за кога се др Барић борио пре рата, и физиолог др Стефан Ђелинео, који ће потом постати стручњак за експерименталну биоенергију.
Професор Барић се бранио и доказивао своју невиност, а Суд части је терао по своме. Уважио је његове "материјалне неприлике" и пресудио: "На основу свега изложеног, суд је нашао да је професор Барић у пуној мери сарађивао са окупатором и његовим помоћницима и да се на тај начин огрешио о част и углед Београдског универзитета и свог народа, па је одлучио да се др Барић казни удаљењем са Универзитета, с тим да се његов предмет преда суду за суђење злочина и преступа против српске националне части."

## Јеремија Митровић
Јеремија Митровић, асистент за историју на Филозофском факултету у Београду, вероватно је једна од најтрагичнијих личности послератне "обнове" Београдског универзитета. Овај угледни јавни радник, родом из села Брзана код Крагујевца, био је по убеђењу демократа, противник сваке диктатуре. Припадао је оном ретком соју људи који и у најтежим ситуацијама истрајавају на елементарном људском достојанству.
Почетком рата, и поред многобројних притисака сарадника Милана Недића, одбио је да потпише Апел српском народу. Недићеви министри одмах су повели кампању против њега и забранили Митровићеву "Историју Југославије", која је била уважен средњошколски уџбеник. Убрзо је уследила и нова одмазда - 14. новембра 1941. отпуштен је са свог асистентског посла на Филозофском факултету. На изрицању ове драстичне казне, која га је лишила било каквих средстава за живот, највише се ангажовао Обрад Залад, један од најсуровијих агената београдске Специјалне полиције. Он је у јесен 1941. године Недићевом Министарству просвете упутио доставу која је била више него довољна да се Митровић избаци са Филозофског факултета. У њој је писало да је он "опасан комуниста".
Митровић ће новој "народној власти" пружити руке пре него што се она и докопала Београда. Иако је био болестан, у лето 1944. успео је да изађе из Београда и да дође до Рудника, где се добровољно јавио Петој личкој ударној дивизији с молбом да га приме за свог борца. Старешине и лекари ове дивизије поздравили су његов гест, али су га због болести вратили кући.
Све то неће бити довољно Брозовим правоверницима који ће се потрудити да Јеремија Митровић доживи вишегодишњу тортуру, која ће бити још гора од оне из Недићевог времена.
Поред Суда части, Комисија за обнову Београдског универзитета је крајем 1944. године поставила комесаре Ректората и деканата појединих факултета. Тако је послове из надлежности Ректората водио др Јеврем Недељковић, а функцију декана обављали су: др Васа Чубриловић (Филозофски факултет), др Јован Ђорђевић (Правни), др Александар Леко (Технички), др Баја Бајић (Богословски), др Петар Матавуљ (Медицински), др Младен Јосифовић (Пољопривредно-шумарски) и др Драгољуб Јовановић (Ветеринарски факултет).

## Никола Обрадовић
Прогон инжињера Николе Обрадовића, професора Техничког факултета у Београду, започела је већ у првим данима немачке окупације. Нацисти су га заробили и одвели у заробљенички логор у Нирнбергу, где је одмах добио тешку упалу плућа. После неколико месеци мучења и малтретирања успео је да се ослободи из логора.  То се десило у часу када је генерал Милан Недић, председник ратне владе Србије, успео да од Немаца издејствује дозволу да се из нацистичких логора пусте заробљени професори Београдског универзитета.
Суд части Београдског универзитета тражио је од њега да што понизније напише изјаву о свом „раду и понашању“ и свих својих колега које је познавао и о којима је нешто чуо. Инж. Обрадовић је одбио да цинкари и потказује своје колеге, већ се Суду части обратио с пуно достојанства: „Изјављујем да по испитивању своје савести мислим да нисам ништа учинио што би штетило части, угледу или интересима народа уопште, а Универзитета посебице.“
Овај угледни професор, који је на Техничком факултету још од 1930. године држао катедру за хидрауличне машине, био је изричит: „Са окупатором нисам имао ни везе ни дотицаја. На Машинском отсеку најстарији сам ванредни професор. На Универзитету сам од 1926. године. За све време свога рада трудио сам се да корисно послужим и да углед катедре, а тиме и школе, попнем на што виши ниво. Мислим да сам у томе имао и успеха.“
Суд части није могао доказати супротно, али ипак га је месецима злостављао и испитивао. Оштро му је замерио што у немачком заробљеништву није остао до краја рата, што је на Kоларчевом универзитету одржао предавање О воденим моторима, што је присуствовао једној Светосавској академији и „прослави годишњице Стојана Новаковића“, једног од најугледнијих српских научника и државника, члана Српске академије наука и уметности.
То је Суду части било довољно да дође „до уверења да је професор Обрадовић крив, па је стога одлучио да се инж. Никола Обрадовић, ванредни професор Техничког факултета, казни удаљењем са Универзитета.“

## Адам П. Лазаревић
Један од прогоњених био је и др Адам П. Лазаревић, ванредни професор Правног факултета у Београду. Он је после капитулације Југославије заробљен  и транспортован у Немачку. Селили су га из логора у логор, да би најдуже био заточен у заробљеничком логору у Нирнбергу. Из логора је пуштен марта 1942. године, после бројних преговора које су Недић и његови министри водили са Немцима о пуштању из заробљеничких логора професора Београдског универзитета.
На оптуженичкој клупи Суда части Београдског универзитета провео је готово исто толико колико и у немачком заробљеништву. Најозбиљније су га оптуживали што у немачком заробљеништву, где је свакодневно мучен, није добровољно остао до краја рата и што је на Kоларчевом универзитету одржао стручно предавање О суђењу по слободном судијском уверењу. Још више су му замерили што је током рата у Београду био један од најактивнијих чланова одбора који се старао о породицама наших заробљеника у Немачкој и о деци људи погинулих или несталих у рату.
Суд части је на крају био неумољив: „На основу свега изложеног Суд је нашао да се професор Лазаревић огрешио о част и углед Београдског универзитета“ и дефинитивно га једногласно избацио са Универзитета. 
Међу невиним жртвама Суда части Београдског универзитета посебно поглавље припада једном од најистакнутијих професора Београдског универзитета биологу др Боривоју Д. Милојевићу, редовном професору Филозофског факултета, који је својевремено био директор Института за физиологију развића, генетику и селекцију Српске академије наука и уметности.
На дугачком списку оптужнице коју је против њега дигао, Суд части је на прво место ставио то што је др Милојевић 1941. године потписао Апел српском народу, а у том истом Суду налазили су се људи који су тај апел такође потписали. И то добровољно, а не под принудом како је то учинио др Милојевић.
Најоштрије су му замерили и то што је превео и објавио књигу Kарл фон Фриша – Загонетке живота, што је превео избор из једног популарног дела француског биолога Фабра, што је припремио наставни план из биолошких наука за средње школе, што је био члан Одбора за здраво потомство, што је одржао неколико стручних предавања на Kоларцу и што је пчеларима Шумадије одржао један курс у Kрагујевцу.
Суд части је нашао да је професор Милојевић крив и да се огрешио о част и углед Београдског Универзитета, па је одлучио да др Боривоја Д. Милојевића, редовног професора Филозофског факултета, казни удаљењем са Универзитета“.

## Др Бранислав Миловановић
Др Бранислав Миловановић, ванредни професор Филозофског факултета у Београду, једва је дочекао дан када ће Немци бити протерани из Србије. Он је за време немачке окупације пуким случајем спасао живу главу.
Већ на почетку окупације Немци су га ухапсили и отерали у заробљеништво. Потом су га окупаторске власти одвеле у Рудник антимона у Зајачи код Лознице. Ту је радио већи део рата, а у августу 1944. мајор Цветић, командант Јаворског четничког корпуса га је у Ивањици, „као комунистичког симпатизера“, осудио на смрт. Требало је да буде убијен, по њега су већ били послати људи, али га је мајор Цветић, на молбу и преклињања бројних Миловановићевих пријатеља, пустио.
Др Миловановић се најпре склонио у Пожегу, одакле је преко Чачка, Милановца, Рудника и Марковца стигао у Свилајнац, а потом се на једвите јаде докопао Београда. У међувремену, мајор Цветић се предомислио, па је своје људе послао у Београд да пронађу др Миловановића и да га убију, али професор се вешто крио и успео је да се ипак спасе.
Чим је утекао четничкој потери др Миловановић је сазнао да је и др Синиша Станковић, редовни професор Београдског универзитета од 1934. године, један од његових „највећих пријатеља“, преживео рат и да је постао председник Антифашистичке Скупштине Народног ослобођења Србије. Њих је везивало дугогодишње пријатељство које је било оснажено чињеницом да је Миловановић за професора Београдског универзитета својевремено изабран баш на предлог професора Станковића.
Др Миловановић је свог пријатеља обавестио да је у Руднику антимона у Зајачи „од почетка истрајно спроводио саботаже“, да су он и његови сарадници „руду стално мешали са јаловином“, да су „радили лажне анализе“, а да су „истражне радове погрешно поставили тако да нису давали никакве резултате“. Резултат свега тога био је за Немце поражавајући: „Поред џиновских модерних инсталација, троструко већег броја радника него пре 1941. године, продукција антимона није могла да достигне ни половину предратне производње.“
Др Миловановић је свог пријатеља подсетио да је антимон за Немце био од „првокласног значаја“, јер им је, „поред осталог био потребан и за подморнице“. Поверио му се да је „у погледу рада против Немаца ишао чак и даље“. Рекао му је да је почетком новембра 1943. енглеским падобранцима предао „план свих постројења, свих бункера, минских поља, мреже бодљикаве жице“ и да се с њима договорио да се Зајача, „у случају да Немци успеју да повећају продукцију, бомбардује или сруши изнутра“.
Kад нису могли ништа друго да му замере чланови Суда части су га оптужили што је пристао да из немачког заробљеништва изађе пре рата, што је 1942. објавио чланак „Да ли се легендарна Атлантида налази на дну Јегејског мора“, што је објавио књигу Тајанствене земље, што је написао чланак Српски прилог европској науци и што је, без обзира на све, радио у руднику антимона у Зајачи.
Др Миловановић је доказао да је у Зајачи радио у корист немачке штете. Доказао је и да ниједан од његових радова објављених током рата „није био политичке природе“, али све то му није било довољно. Суд части га је 3. априла 1945. истерао са Београдског универзитета.
На сличан начин, прогоњени су и остали угледни професори и сарадници Београдског универзитета.